# كانتيجاس دي سانتا ماريا
| أدب إسباني |
| --- |
| |
| أدب ألفونسو العاشر أدب العصور الوسطى الترجمات في العصر الذهبي الإسباني أدب عصر النهضة رواية فروسية رواية شطارية رواية بيزنطية ميغيل دي ثيربانتس أدب الباروك أدب عصر التنوير أدب الرومانسية أدب الواقعية أدب الحداثة الأولترايسمو جيل 98 جيل 1914 جيل 27 جيل الخمسينات رواية اجتماعية إسبانية ما بعد الحرب |
| انظر أيضًا |
| نقد أدبي • الانطباعية • رومانسية المدرسة الإبداعية • النقد أدب بورتوريكو • البوم الأمريكي اللاتيني البرناسي • واقعية أدبية • طبعانية الرومانسية الجديدة • العبثية في الأدب • باروكية • واقعية سحرية حداثة • كلاسيكية • سريالية • رمزية                                                                    |

مخطوطة لاس كانتيجاس دي سانتا ماريا (بالإسبانية: Cantigas de Santa María)‏ (1221- 1284) هي عمل أدبي لألفونسو العاشر مكتوب بالغاليكية البرتغالية. تألف العمل من التدوينات المُوسيقية الأندلسية التي كانت تُنشد في البلاط الملكي لألفونسو الحكيم خلال النصف الثاني من القرن الثالث عشر، وتضمنت حتى لهجته الشخصية في بعض الأغاني التي أخذت طابع تراتيل المديح للعذراء. أيضا، في العديد من قصص يظهر العاهل أو أسرهم والشخصيات الرئيسية. عُدت واحدة من أهم مجموعات أغنية أحادية اللحن في الأدب الغربي في القرون الوسطى.